# Valley Forge

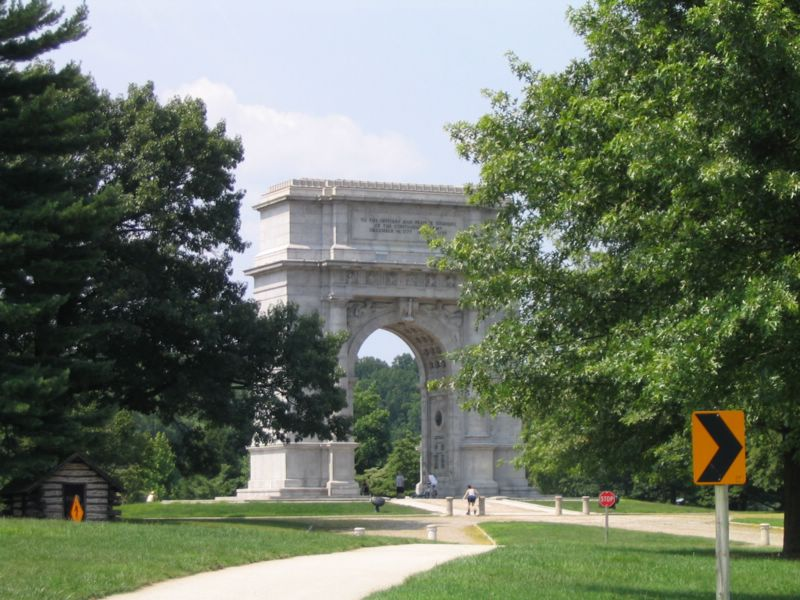
Das Revolutionary War Memorial bei Valley Forge

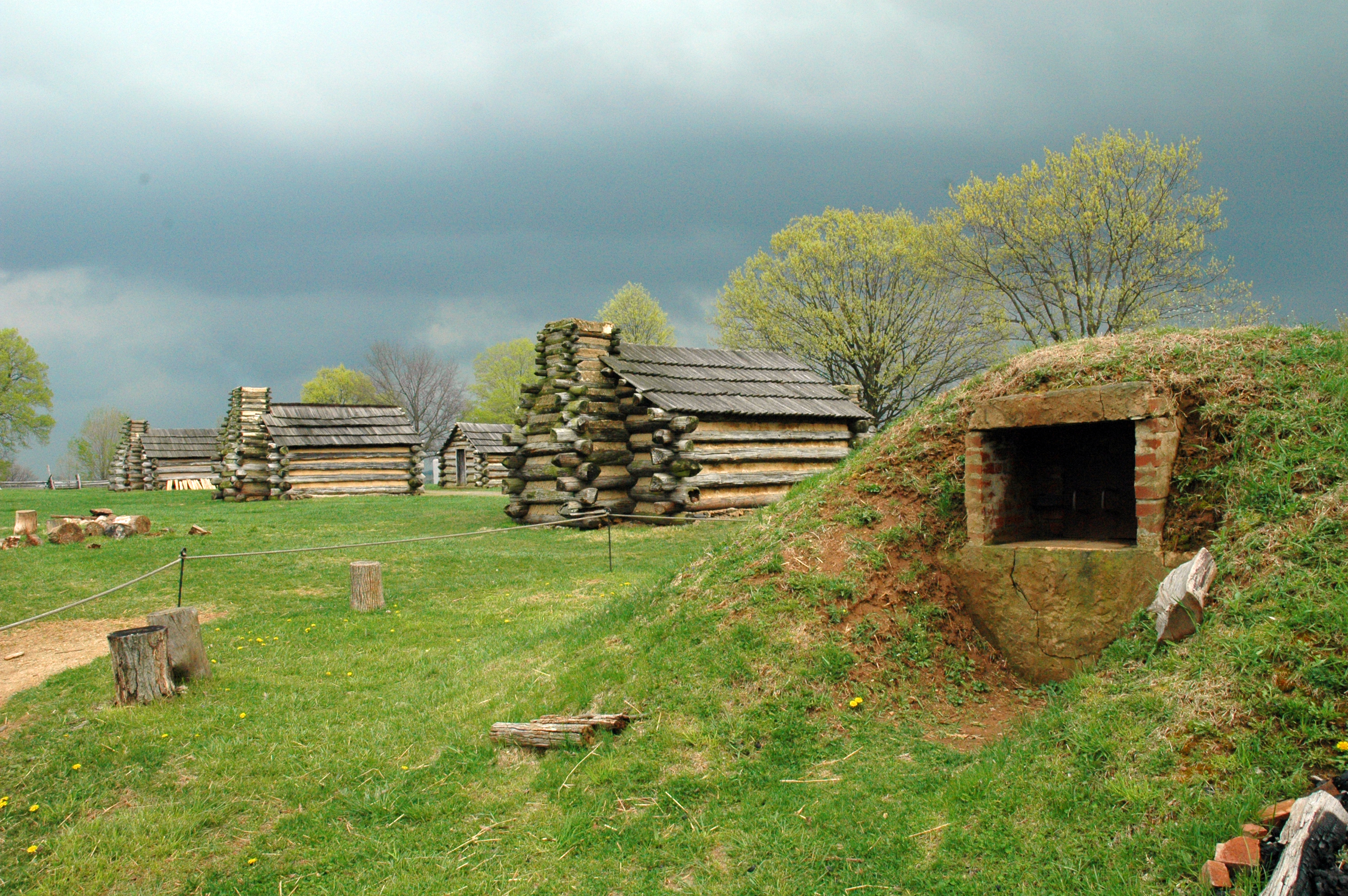
Valley Forge National Historical Park

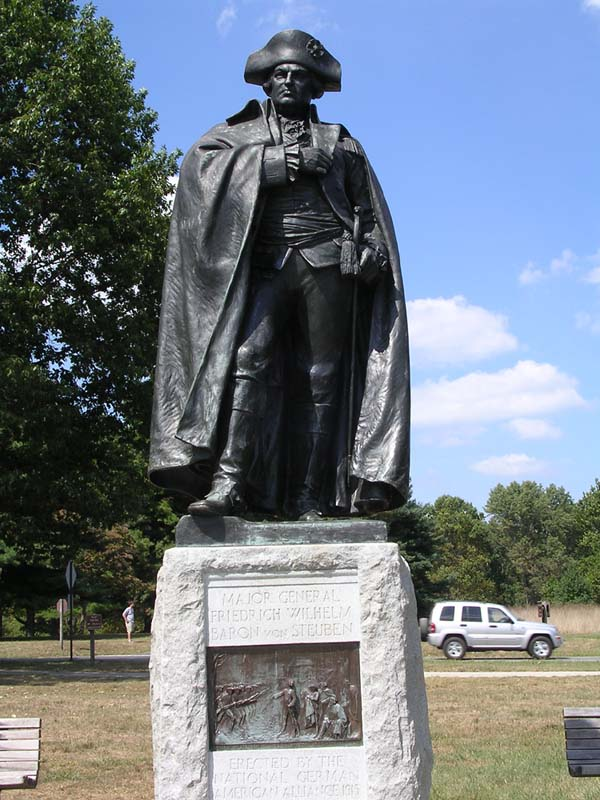
General-von-Steuben-Denkmal

Valley Forge war der Name des Lagers, in dem George Washington mit seiner Armee im Winter 1777/78 während des amerikanischen Unabhängigkeitskrieges kampierte. Es befand sich im südlichen Pennsylvania, etwa 35 km nordwestlich von Philadelphia, im heutigen Montgomery County. Die Ortsbezeichnung leitet sich von einer Schmiede am Flüsschen Valley Creek ab. Im Winter 1777/78 hungerten Washingtons Truppen im Valley Forge. Häuptling Shenandoah von den Oneida veranlasste seinen Stamm, Lebensmittel aus ihren Reserven über mehrere hundert Kilometer zu Fuß herbeizuschaffen. Bis Februar 1778 starben hier fast 2500 Soldaten an Unterernährung, Kälte und Krankheiten.

## Das Lager
Nachdem Washington erfolgreich die Briten aus Boston vertrieben hatte, verlor er die Schlacht von Long Island 1776, kämpfte nach dem Winterlager in Morristown 1777 in mehreren Schlachten gegen die Briten und zog sich im darauffolgenden Winter nach Valley Forge zurück. Außerhalb des britischen Einflussbereiches sollten sich die amerikanischen Truppen hier erholen. Die Kontinentalarmee war zu diesem Zeitpunkt in einem sehr schlechten Zustand. Das Heer bestand offiziell aus 17.000 Mann, diensttauglich waren hingegen nur noch rund 5000 Mann. Einheitliche disziplinarische und dienstliche Strukturen existierten praktisch nicht. Der preußische Offizier Friedrich Wilhelm von Steuben forcierte hier die Ausbildung der Truppen. Er sorgte für die Disziplinierung, die Organisation und die Einübung der Armee. Die Restrukturierung der Kontinentalarmee in Valley Forge bildete die Grundlage dafür, dass sie am 28. Juni 1778 in der Schlacht von Monmouth der Britischen Armee standhalten konnte, auch wenn die Schlacht selbst unentschieden endete.
In Valley Forge befindet sich heute der Valley Forge National Historical Park mit nachgebildeten Unterkünften der amerikanischen Soldaten sowie ein General-von-Steuben-Denkmal.

## Sonstiges
- Nach dem Lager wurde der Flugzeugträger der Essex-Klasse Valley Forge benannt, der im Koreakrieg und in Vietnam eingesetzt wurde. Nach Außerdienststellung wurden auf dem Flugzeugträger Dreharbeiten zum Science-Fiction-Film „Lautlos im Weltraum“ (1972) durchgeführt, nach deren Beendigung der Flugzeugträger verschrottet wurde. Dem Drehort zu Ehren wurde der Name Valley Forge für ein Raumschiff in dem Film übernommen.
- Auch der Lenkwaffenkreuzer Valley Forge wurde nach dem Lager benannt.
- Im Montgomery County existiert eine kleine Siedlung namens Valley Forge.